# Охаба-Стреюлуй
Охаба-Стреюлуй (рум. Ohaba Streiului) — село у повіті Хунедоара в Румунії. Адміністративно підпорядковане місту Келан.
Село розташоване на відстані 279 км на північний захід від Бухареста, 20 км на південний схід від Деви, 125 км на південь від Клуж-Напоки, 140 км на схід від Тімішоари.

## Населення
За даними перепису населення 2002 року у селі проживали 120 осіб, усі — румуни. Усі жителі села рідною мовою назвали румунську.